# کشتزار دارالامان
کِشتزار دارالمان (با نام رایج انگلیسی: فارم دارالامان/Darulamamān Farm) کشتزاری است واقع در منطقهٔ دارالامان شهر کابل در افغانستان، که محل شماره یک تحقیقاتی گیاهان در افغانستان است. این آزمایشگاه تحت اداره انستیتیوت کشاورزی وزارت کشاورزی افغانستان کار و فعالیت خویش را انجام می‌دهد. کشتزار دارالامان در بخش‌های اصلاح و انکشاف غله‌جات، سبزیجات و میوه‌جات پژوهشگری می‌نماید.